# Morgan Plus 4
Morgan Plus 4 – samochód sportowy produkowany przez brytyjską firmę Morgan Motor Company w latach 1950−1958. Wyposażony był on w otwarte nadwozie. Samochód był napędzany przez silnik o pojemności 2,1 l. 

## Dane techniczne
- Silnik: R4 2,1 l (2138  cm³)[1]
- Układ zasilania: b.d.
- Średnica × skok tłoka: b.d.
- Stopień sprężania: b.d.
- Moc maksymalna: 105 KM (77 kW)[1]
- Maksymalny moment obrotowy: b.d.
- Prędkość maksymalna: b.d.